# Máquina de vapor de Watt

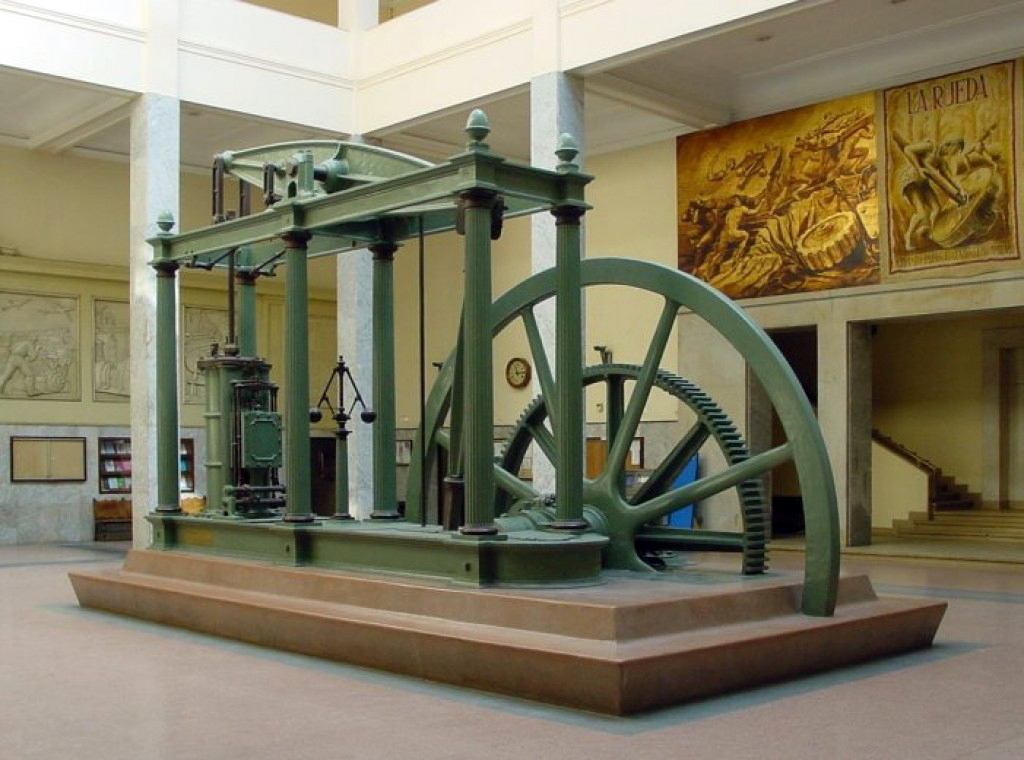
Versión tardía de una máquina de vapor de Watt de doble efecto, construida por D. Napier & Son (Londres) en 1859, ahora en el vestíbulo de la Escuela Técnica Superior de Ingenieros Industriales de la UPM (Madrid). Motores de vapor de este tipo impulsaron la Revolución Industrial en Gran Bretaña y en el mundo

La máquina de vapor de Watt, también conocida como la máquina de vapor de Boulton y Watt, fue la primera máquina de vapor práctica, convirtiéndose en una de las fuerzas impulsoras de la Revolución Industrial. James Watt desarrolló el diseño esporádicamente entre 1763 y 1775, con el apoyo de Matthew Boulton. Su diseño permitió ahorrar mucho combustible en comparación con las máquinas anteriores, de forma que concedían licencias basándose en la cantidad de combustible que se podía economizar. Watt nunca dejó de desarrollar la máquina de vapor, introduciendo diseños de doble efecto (con dos cilindros) y varios sistemas para lograr producir el movimiento rotativo a partir de sus máquinas. El diseño de Watt se convirtió en sinónimo de máquina de vapor, y pasaron muchos años antes de que otros diseños significativamente nuevos comenzaran a reemplazar la configuración que ideó. 
Las primeras máquinas de vapor, introducidas por Thomas Newcomen en 1712, eran de diseño "atmosférico". Se introducía vapor en un cilindro, que luego se enfriaba con un chorro de agua. Esto hacía que el vapor se condensara, formando un vacío parcial en el cilindro, y la presión atmosférica en la parte superior empujaba el pistón hacia abajo. Watt notó que el rocío de agua también enfriaba el propio cilindro, y se requería una cantidad significativa de calor para calentarlo hasta el punto en que el vapor podía entrar al cilindro sin condensarse inmediatamente de nuevo. Abordó este problema agregando un cilindro separado lleno de agua, que se abría una vez que se llenaba el cilindro principal. El vapor entraba en la cámara secundaria y se condensaba, extrayendo el vapor restante del cilindro principal para continuar el proceso. El resultado final utilizaba el mismo ciclo que el diseño de Newcomen, pero sin ningún enfriamiento del cilindro principal, que estaba inmediatamente listo para otra carrera. Watt trabajó en el diseño durante un período de varios años, introduciendo el condensador y mejoras en prácticamente todas las partes del diseño, en particular una larga serie de pruebas sobre las formas de sellar el pistón en el cilindro. Todos estos cambios produjeron un diseño más fiable, y que necesitaba la mitad de carbón para producir la misma cantidad de energía.
El nuevo diseño se introdujo comercialmente en 1776, con el primer ejemplar vendido al taller mecánico Carron Company. Watt continuó trabajando para mejorar el motor, y en 1781 introdujo un sistema que usaba un engranaje sol y planeta para convertir el movimiento lineal de los motores en movimiento rotativo. Esto lo hizo útil no solo en su cometido de bombeo original, sino también como un reemplazo directo en aquellas tareas en las que previamente se utilizaron ruedas hidráulicas. Este fue un momento clave en la revolución industrial, ya que desde entonces las fuentes de energía podrían ubicarse en cualquier lugar, evitando la anterior necesidad de disponer de una fuente de agua y de una topografía adecuadas. Boulton comenzó a desarrollar numerosas máquinas que hicieron uso de esta potencia rotativa, desarrollando la primera fábrica industrializada moderna, la Fundición Soho, que a su vez produjo nuevos diseños de máquinas de vapor. Los primeros motores de Watt coincidían con los diseños originales de Newcomen en que usaban vapor a baja presión, y la mayor parte de la acción era causada por la presión atmosférica, debido principalmente a los problemas de seguridad que suponía el empleo de presiones de vapor más elevadas. Sin embargo, buscando mejorar su rendimiento, Watt comenzó a considerar el uso de vapor a alta presión, así como los diseños con cilindros múltiples, tanto según el concepto de doble acción como según el concepto de expansión múltiple. Estos motores de doble acción requirieron la invención del movimiento paralelo, que permitió que las varillas de los cilindros individuales se movieran en línea recta, manteniendo el pistón alineado con el cilindro, mientras que el extremo del balancín móvil se desplazaba describiendo un arco, algo análogo a una cruceta en las máquinas de vapor posteriores. 

## Introducción
En 1698, el diseñador mecánico inglés Thomas Savery inventó un aparato de bombeo que utilizaba vapor para extraer agua directamente de un pozo, valiéndose del vacío creado por la condensación de vapor de agua. El dispositivo se propuso para drenar minas, pero solo podía extraer agua a aproximadamente un máximo de 7,5 m de profundidad, lo que significaba que tenía que ubicarse sin superar este desnivel con respecto al suelo de la mina que se estaba drenando. A medida que las minas se hicieron más profundas, esta máquina a menudo no era práctica. Y además, consumía una gran cantidad de combustible en comparación con los motores posteriores.

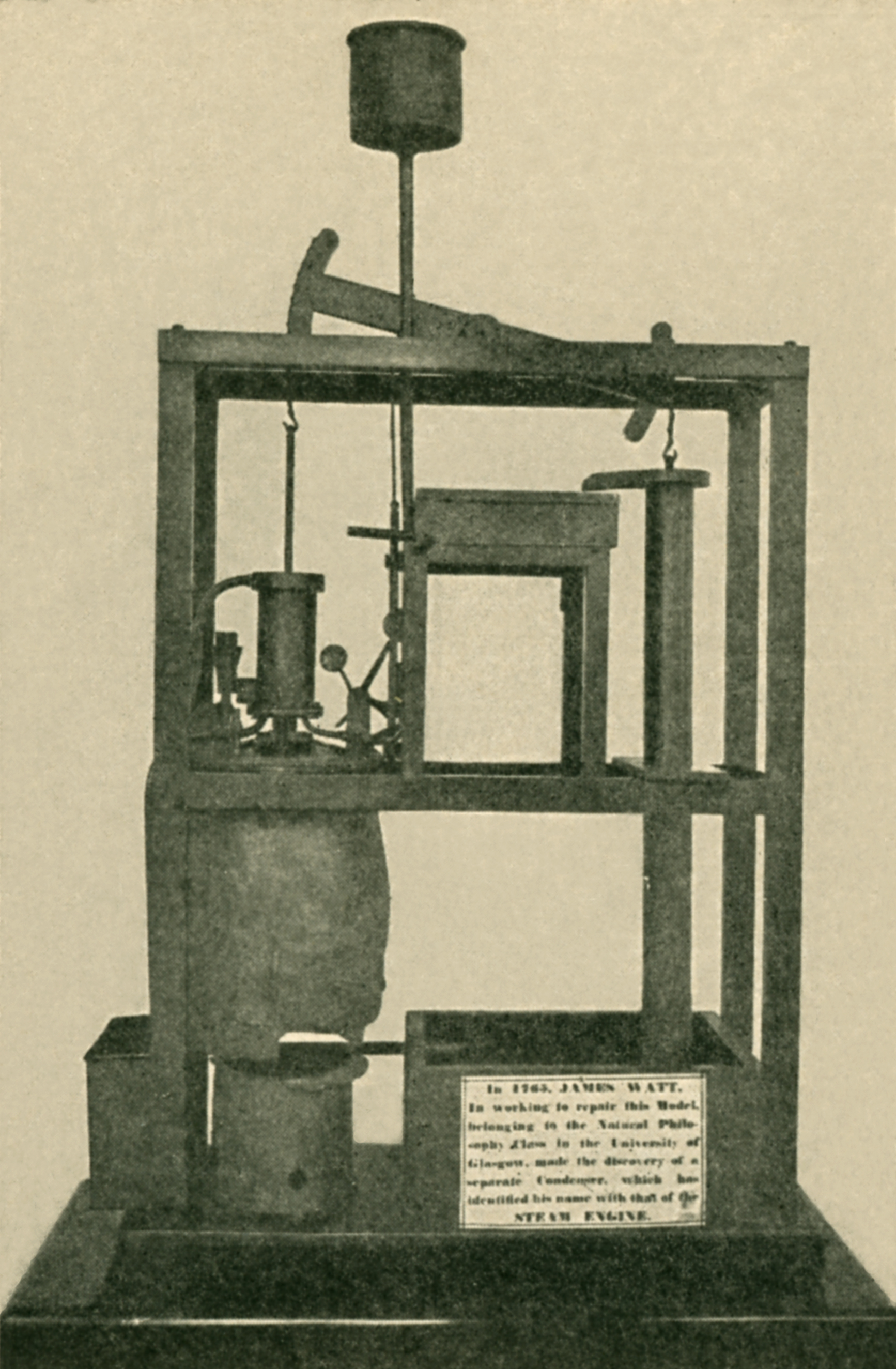
Modelo del motor de Newcomen con el que Watt experimentó

La solución para drenar minas profundas fue encontrada por Thomas Newcomen, quien desarrolló un motor "atmosférico" que también funcionaba bajo el principio del vacío. Empleaba un cilindro que contenía un pistón móvil conectado por una cadena a un extremo de un balancín oscilante, que accionaba una bomba de elevación mecánica desde su extremo opuesto. Al final de cada carrera, se permitía que el vapor ingresara al cilindro debajo del pistón. Cuando el pistón se elevaba dentro del cilindro, arrastrado hacia arriba por un contrapeso, absorbía vapor a presión atmosférica. En la parte superior de la carrera, la válvula de vapor se cerraba y se inyectaba agua fría brevemente en el cilindro para enfriar el vapor. Esta agua condensaba el vapor y creaba un vacío parcial debajo del pistón. La presión atmosférica fuera del motor era entonces mayor que la presión dentro del cilindro, empujando así el pistón hacia el cilindro. El pistón, unido a una cadena y a su vez unido a un extremo de la "viga oscilante", empujaba hacia abajo su extremo de la viga, levantando el extremo opuesto. Por lo tanto, era impulsada la bomba situada en lo profundo de la mina, que estaba unida al extremo opuesto de la viga a través de cuerdas y cadenas. La bomba empujaba (en lugar de absorber) la columna de agua hacia arriba, y por lo tanto, podría elevar el agua a prácticamente cualquier altura. Una vez que el pistón llegaba a la parte inferior, el ciclo se repetía.
El motor Newcomen era más potente que el motor Savery. Por primera vez, el agua podría elevarse desde una profundidad de más de 45 metros. El primer ejemplar de 1712 fue capaz de reemplazar a un equipo de 500 caballos de tiro que se habían utilizado para bombear la mina. Se instalaron setenta y cinco motores de bombeo Newcomen en distintas minas de Gran Bretaña, Francia, Holanda, Suecia y Rusia. En los siguientes cincuenta años, solo se hicieron algunos pequeños cambios en el diseño del motor. Fue un gran avance. 
Si bien los motores Newcomen trajeron beneficios prácticos, fueron ineficientes en términos del uso de la energía necesaria para impulsarlos. El sistema de enviar alternativamente chorros de vapor, y después agua fría sobre el cilindro, significaba que las paredes del cilindro se calentaban alternativamente y luego se enfriaban con cada carrera. Cada carga de vapor introducida continuaría condensándose hasta que el cilindro se acercara nuevamente a la temperatura de trabajo. Entonces, en cada ciclo, se perdía parte del potencial del vapor. 

## Condensador separado

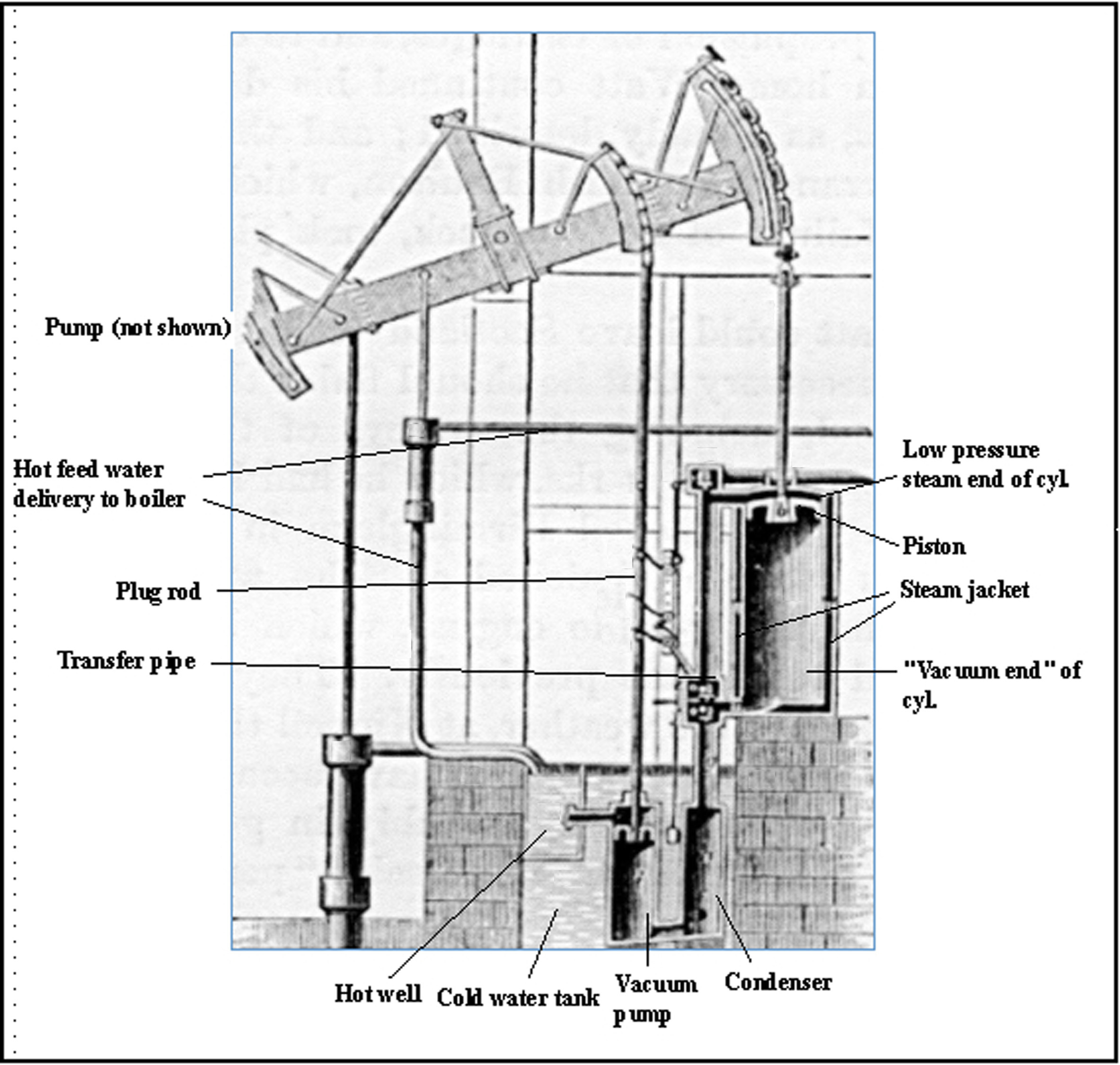
Los componentes principales de un motor de bombeo de Watt

En 1763, James Watt trabajaba como fabricante de instrumentos en la Universidad de Glasgow, cuando se le asignó el trabajo de reparar un modelo de motor Newcomen y se dio cuenta de lo ineficiente que era.
En 1765, Watt concibió la idea de equipar el motor con una cámara de condensación separada, a la que llamó un "condensador". Debido a que el condensador y el cilindro de trabajo estaban separados, la condensación se producía sin una pérdida significativa del calor del cilindro. El condensador permanecía frío y por debajo de la presión atmosférica en todo momento, mientras que el cilindro permanecía caliente en todo momento. 
El vapor de la caldera entraba al cilindro por debajo del pistón. Cuando el pistón alcanzaba la parte superior del cilindro, la válvula de entrada de vapor se cerraba y la válvula que controlaba el paso al condensador se abría. Al estar el condensador a una presión más baja, extraía el vapor del cilindro al condensador, donde se enfriaba y se condensaba, pasando de vapor de agua a agua líquida, y manteniendo un vacío parcial en el condensador que se comunicaba al espacio del cilindro por debajo del pistón a través del conducto de conexión. La presión atmosférica externa empujaba el pistón hacia abajo del cilindro. 
La separación del cilindro y el condensador eliminó la pérdida de calor que se producía cuando el vapor se condensaba en el cilindro de un motor Newcomen trabajando. Esto le dio al motor Watt una mayor eficiencia que la del motor Newcomen, reduciendo la cantidad de carbón consumido mientras realizaba la misma cantidad de trabajo que el antiguo motor. 
En el diseño de Watt, el agua fría se inyectaba solo en la cámara de condensación. Este tipo de condensador se conoce como condensador de chorro. El condensador está ubicado en un baño de agua fría debajo del cilindro. El volumen de agua que entraba al condensador como rocío absorbía el calor latente del vapor, y se determinó como siete veces el volumen del vapor condensado. El condensado y el agua inyectada eran eliminados por la bomba de aire, y el agua fría circundante sirvió para absorber la energía térmica restante para retener una temperatura del condensador de entre 30 y 45 °C y la presión equivalente de 0,04 a 0,1 bar.
En cada carrera, el condensado caliente se extraía del condensador y se enviaba a un pozo caliente por una bomba de vacío, que también ayudaba a evacuar el vapor de debajo del cilindro de potencia. El condensado aún caliente se reciclaba como agua de alimentación para la caldera. 
La siguiente mejora de Watt al diseño de Newcomen fue sellar la parte superior del cilindro y rodear el cilindro con una camisa. Se pasaba el vapor a través de la camisa antes de ser admitido debajo del pistón, manteniendo el pistón y el cilindro calientes para evitar la condensación dentro de él. La segunda mejora fue la utilización de la expansión de vapor contra el vacío en el otro lado del pistón. El suministro de vapor se cortaba durante la carrera, y el vapor se expandía contra el vacío en el otro lado. Esto aumentó la eficiencia del motor, pero también creó un par variable en el eje que no era deseable para muchas aplicaciones, en particular el bombeo. Por lo tanto, Watt limitó la expansión a una relación de 1:2 (es decir, el suministro de vapor se cortaba a media carrera). Esto aumentó la eficiencia teórica del 6.4% al 10.6%, con solo una pequeña variación en la presión del pistón. Watt no usó vapor a alta presión debido a problemas de seguridad. : 85 
Estas mejoras llevaron a la versión completamente desarrollada de 1776, que fue la que realmente entró en producción.

## La asociación de Matthew Boulton y James Watt
El condensador separado demostró un potencial formidable para mejorar el motor de Newcomen, pero Watt todavía se desanimó por problemas aparentemente insuperables antes de que un motor comercializable pudiera perfeccionarse. Tan solo después de asociarse con Matthew Boulton este propósito se hizo realidad. Watt le habló a Boulton sobre sus ideas para mejorar el motor, y Boulton, un ávido empresario, acordó financiar el desarrollo de un motor de prueba en Soho, cerca de Birmingham. Finalmente, Watt tuvo acceso a las instalaciones y a la experiencia práctica de los artesanos que pronto pudieron hacer funcionar el primer motor. Cuando estuvo completamente desarrollado, utilizaba aproximadamente un 75% menos de combustible que uno similar de Newcomen. 
En 1775, Watt diseñó dos motores grandes: uno para la Bloomfield Colliery en Tipton, completado en marzo de 1776, y otro para el taller mecánico de John Wilkinson en Willey, Shropshire, que estaba en funcionamiento al mes siguiente. Un tercer motor, en Stratford-le-Bow, en el este de Londres, también estaba trabajando ese mismo verano.
Watt había intentado sin éxito durante varios años obtener un cilindro con la precisión necesaria para hacer efectivas sus máquinas de vapor, y se vio obligado a usar hierro forjado, que podía dejar la máquina fuera de servicio y causaba fugas desde el pistón. Joseph Wickham Roe declaró en 1916: "Cuando [John] Smeaton vio el primer motor, informó a la Sociedad de Ingenieros que «no existían ni las herramientas ni los trabajadores que pudieran fabricar una máquina tan compleja con suficiente precisión»".
En 1774, John Wilkinson inventó una máquina perforadora en la que el eje que portaba la herramienta de corte se sostenía en ambos extremos y se extendía a través del cilindro, a diferencia de los taladros en voladizo en uso hasta entonces. Boulton escribió en 1776 que "el Sr. Wilkinson nos ha perforado varios cilindros casi sin error; el de 50 pulgadas de diámetro, que hemos colocado en Tipton, no se equivoca en el grosor de un viejo chelín en ninguna parte".
El procedimiento comercial de Boulton y Watt consistía en ayudar a los propietarios de minas y a otros clientes a construir motores, proporcionando hombres para que los montaran y algunas piezas especializadas. Sin embargo, el principal beneficio de su patente se derivó de cobrar una tarifa de licencia a los propietarios del motor, en función del costo del combustible que ahorraran. La mayor eficiencia de combustible de sus motores significaba que eran más atractivos en áreas donde el combustible era costoso, particularmente en Cornualles, desde donde se encargaron tres motores en 1777, para las minas de Wheal Busy, Ting Tang y Chacewater.

## Mejoras posteriores

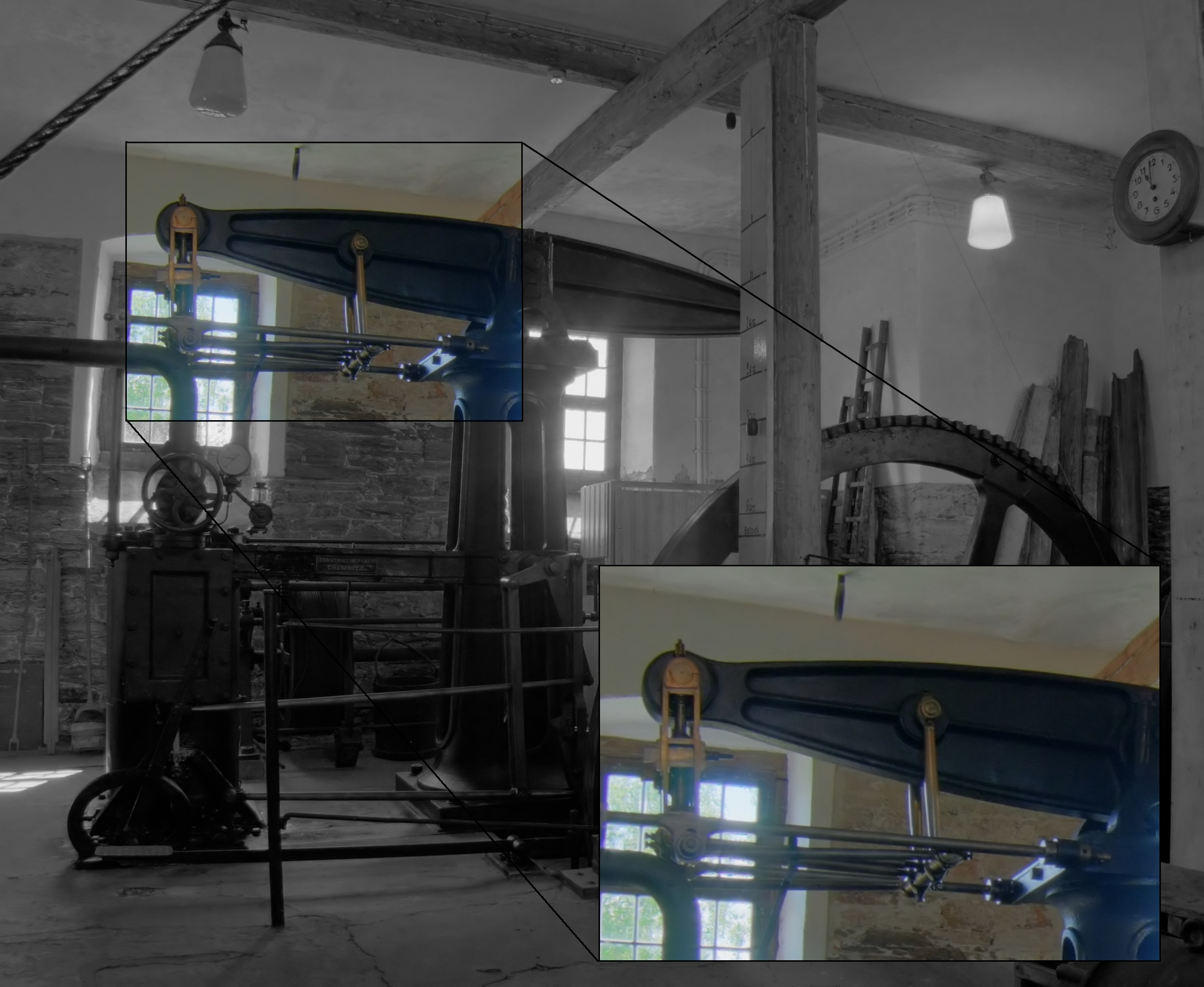
Movimiento paralelo de Watt en un motor de bombeo

Los primeros motores de Watt funcionaban a presión atmosférica como el motor Newcomen, pero con la condensación separada del cilindro. Accionar los motores utilizando vapor a baja presión y un vacío parcial aumentó la posibilidad del desarrollo de un motor de ciclo alternativo. Una disposición de válvulas podría admitir alternativamente vapor de baja presión en el cilindro y luego conectarse con el condensador. En consecuencia, la dirección de la carrera de potencia podría invertirse, lo que facilitaría la obtención del movimiento giratorio. Los beneficios adicionales del motor de doble acción fueron una mayor eficiencia, mayor velocidad (mayor potencia) y un movimiento más regular. 
Antes del desarrollo del pistón de doble efecto, el enlace balancín y al vástago del pistón se realizaba mediante una cadena, lo que significaba que la energía solo podía aplicarse en una dirección, tirando. Esto fue efectivo en los motores que se usaban para bombear agua, pero la doble acción del pistón significaba que podía empujar y tirar. Esto no fue posible mientras la viga del balancín y la barra estuvieran conectadas por una cadena. Además, no era posible conectar la varilla del pistón del cilindro sellado directamente a la viga, porque mientras la varilla se movía verticalmente en línea recta, la viga giraba en su centro, con cada lado describiendo un arco. Para compatibilizar los desplazamientos de la viga y del pistón, Watt desarrolló su movimiento paralelo. Esta obra maestra de ingeniería utiliza un enlace de cuatro barras junto con un pantógrafo para producir el movimiento en línea recta requerido mucho más barato que si hubiera usado un enlace deslizante, solución de la que estaba muy orgulloso. 

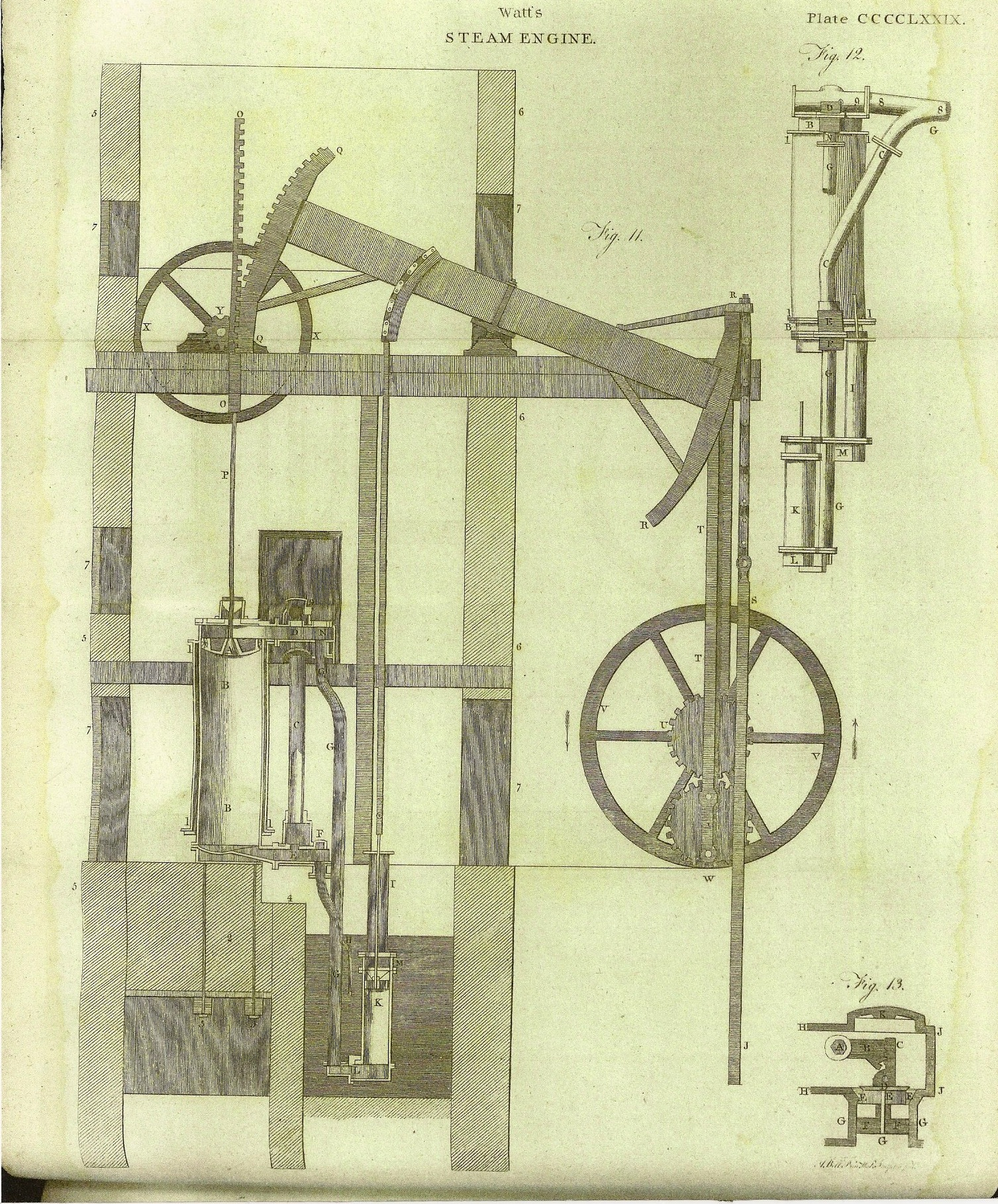
Motor de vapor de Watt

Tener la viga conectada al eje del pistón por un medio que aplicaba fuerza alternativamente en ambas direcciones también significaba que era posible usar el movimiento de la viga para girar una rueda. La solución más simple para transformar la acción de la viga en un movimiento giratorio era conectarla a una rueda mediante una manivela, pero debido a que un tercero tenía los derechos de patente sobre el uso de la manivela, Watt se vio obligado a encontrar otra solución.
Adoptó el sistema de engranaje sol y planeta epicíclico sugerido por un empleado, William Murdoch, y luego volvió, una vez que los derechos de patente habían expirado, a la manivela más familiar que se ve en la mayoría de los motores de hoy. La rueda principal unida a la manivela era grande y pesada, y servía como volante de inercia que, una vez que se movía, mantenía una potencia constante y suavizaba la acción de los recorridos alternos del pistón. A su eje central giratorio, se podían unir correas y engranajes para impulsar una gran variedad de máquinas. 
Debido a que la maquinaria de las fábricas necesitaba funcionar a una velocidad constante, Watt conectó una válvula reguladora de vapor a un regulador centrífugo que adaptó de los utilizados para controlar automáticamente la velocidad de los molinos de viento. En realidad, no era un controlador de velocidad verdadero, porque no podía mantener una velocidad establecida en respuesta a un cambio en la carga.
Estas mejoras permitieron que la máquina de vapor reemplazara a la rueda hidráulica y los caballos de tiro como las principales fuentes de energía para la industria británica, liberándola de las limitaciones geográficas y convirtiéndose en uno de los principales impulsores de la Revolución Industrial. 
Watt también estaba preocupado por la investigación fundamental sobre el funcionamiento de la máquina de vapor. Su dispositivo de medición más notable, todavía en uso hoy en día, es el indicador de Watt que incorporaba un manómetro para medir la presión de vapor dentro del cilindro de acuerdo con la posición del pistón, lo que permitía producir un diagrama que representaba la presión del vapor en función de su volumen a lo largo del ciclo.

## Motores de Watt conservados
El motor Watt más antiguo que se conserva es el Old Bess de 1777, ahora en el Museo de Ciencias de Londres. El motor en funcionamiento más antiguo del mundo es el Motor Smethwick, puesto en servicio en mayo de 1779 y ahora en el Thinktank de Birmingham (anteriormente en el ahora desaparecido Museo de Ciencia e Industria, Birmingham). El más antiguo aún en su casa de motores original y todavía capaz de hacer el trabajo para el que se instaló, es el motor Boulton y Watt de 1812 en la estación de bombeo de Crofton, que se utilizó para bombear agua para el canal del Kennet y del Avon. Ciertos fines de semana durante todo el año, las bombas modernas se apagan, y las dos máquinas de vapor en Crofton aún realizan esta función. El motor de vapor rotativo existente más antiguo, el motor Whitbread (datado en 1785, el tercer motor rotativo jamás construido), está ubicado en el Museo Powerhouse en Sídney, Australia. Un motor de Boulton-Watt de 1788 se puede encontrar en el Museo de Ciencias de Londres, mientras que un motor de soplado de 1817 que se usaba anteriormente en la forja de Netherton de M W Grazebrook, ahora decora Dartmouth Circus, en una isleta de tráfico al comienzo de la autopista A38(M) en Birmingham. 
El Museo Henry Ford en Dearborn, Míchigan, alberga una réplica de un motor rotativo Watt de 1788. Es un modelo de trabajo a gran escala de un motor Boulton-Watt. El industrial estadounidense Henry Ford encargó la réplica del motor al fabricante inglés Charles Summerfield en 1932. El museo también posee un motor de bomba atmosférica Boulton y Watt original, utilizado en su momento para el bombeo de canales en Birmingham, ilustrado a continuación, y en uso in situ en la estación de bombeo de Bowyer Street desde 1796 hasta 1854, y luego trasladado a Dearborn en 1929.

## Motor de Watt producido por Hathorn, Davey y Co

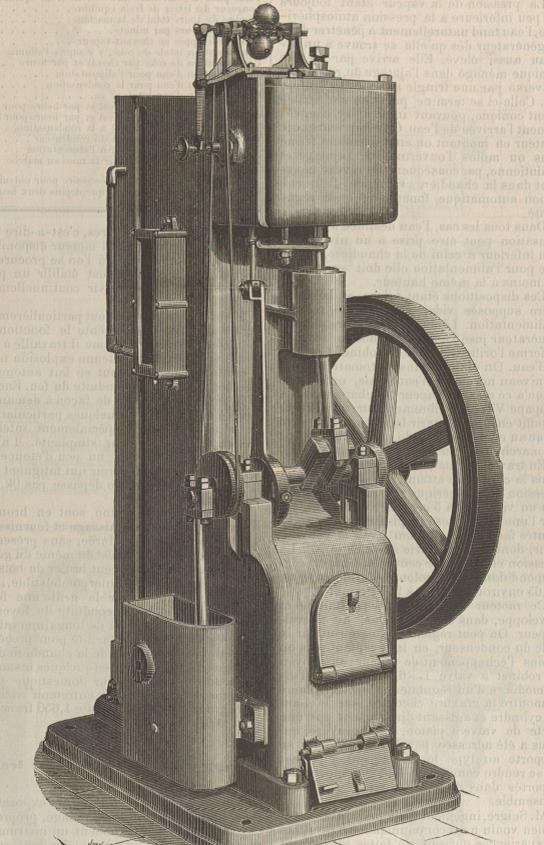
Motor Daveys de 1885

En la década de 1880, Hathorn Davey y Co / Leeds produjeron un  motor atmosférico de 1 CV a 125 rpm con condensador externo, pero sin expansión de vapor. Se ha argumentado que este fue probablemente el último motor atmosférico comercial que se fabricó. Como motor atmosférico, no tenía una caldera presurizada. Estaba destinado a pequeñas empresas.

## Desarrollos recientes
El motor de expansión de Watt generalmente se considera solo de interés histórico. Sin embargo, hay algunos desarrollos recientes que pueden conducir a un renacimiento de esta tecnología. Hoy en día, hay una enorme cantidad de vapor y de calor residual con temperaturas entre 100 y 150 °C, generados por la industria. Además, los colectores solares, fuentes de energía geotérmica y reactores de biomasa producen calor en este rango de temperatura. Existen tecnologías para utilizar esta energía, en particular el ciclo orgánico de Rankine. En principio, se trata de turbinas de vapor que no usan agua sino un fluido (un refrigerante) que se evapora a temperaturas inferiores a 100 °C. Tales sistemas son, sin embargo, bastante complejos. Funcionan con presiones de 6 a 20 bares, por lo que todo el sistema debe estar completamente sellado. 
El motor de expansión puede ofrecer ventajas significativas aquí, en particular para potencias pequeñas, de 2 a 100 kW. Con relaciones de expansión de 1:5, la eficiencia teórica alcanza el 15%, que está en el rango de los sistemas ORC. El motor de expansión utiliza agua como fluido de trabajo que es simple, barata, no tóxica, no inflamable y no corrosiva. Funciona a presión cercana y por debajo de la atmosférica, por lo que el sellado no es un problema. Y es una máquina simple, lo que implica rentabilidad. Investigadores de la Universidad de Southampton / Reino Unido, están desarrollando actualmente una versión moderna del motor de Watt para generar energía a partir del vapor residual y el calor residual. Mejoraron la teoría, demostrando que son posibles eficiencias teóricas de hasta el 17,4% (y eficiencias reales del 11%).

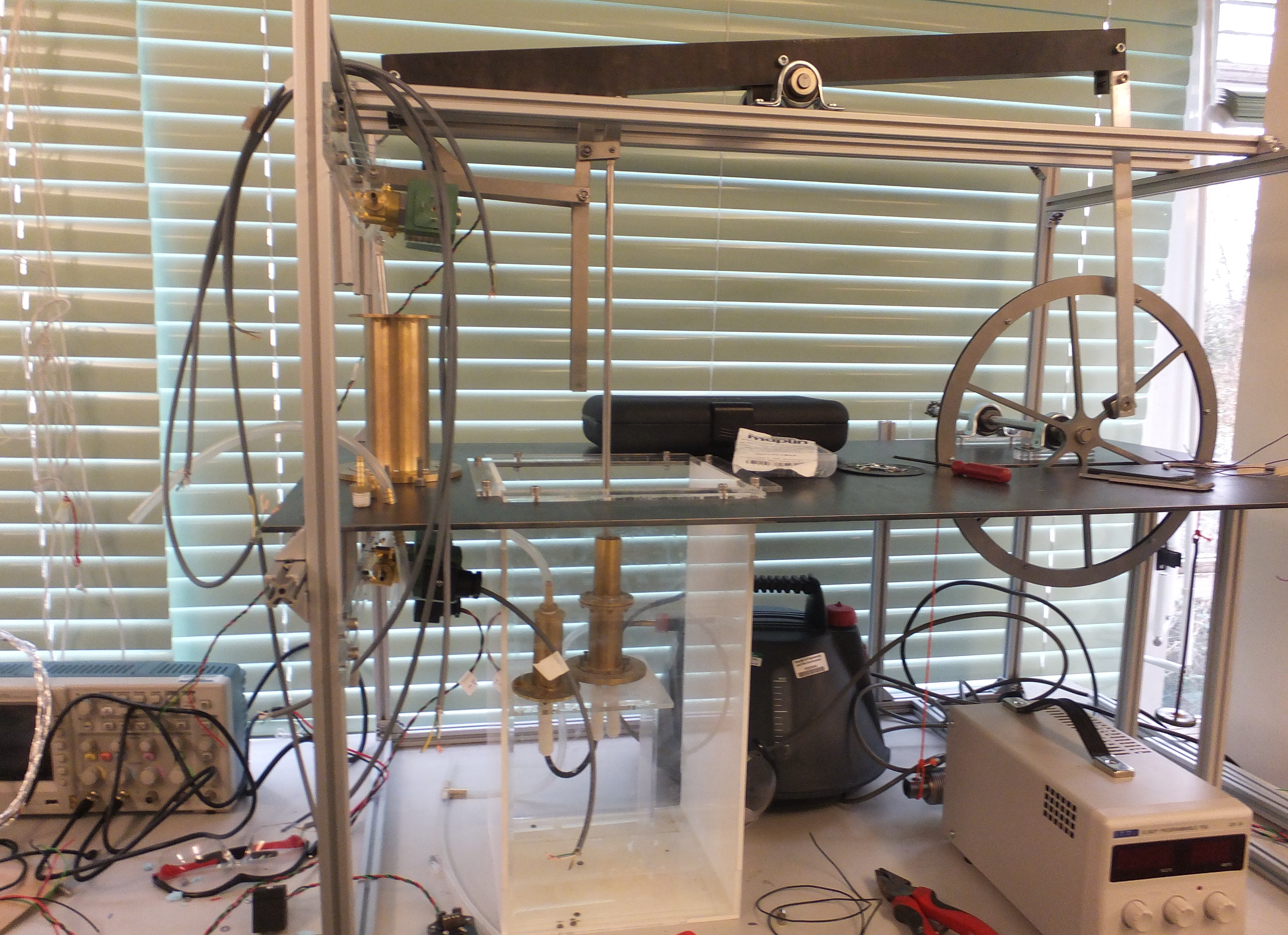
El motor de condensación experimental de 25 vatios construido y probado en la Universidad de Southampton

Para demostrar el principio, se construyó y probó un modelo de motor experimental de 25 vatios. El motor incorpora expansión de vapor, así como nuevas características como el control electrónico. La imagen muestra el modelo construido y probado en 2016. Existía un proyecto para construir y probar un motor a mayor escala, de 2 kW, que estaba en preparación.